# 우네티체 문화
우네티체 문화(체코어: Únětická kultura, 독일어: Aunjetitzer Kultur, 폴란드어: Kultura unietycka)는 중앙유럽의 청동기 문화로, 기원전 2300년에서 기원전 1600년 사이에 번창했다. 그 이름은 체코 중부, 프라하 서북쪽에 있는 우네티체(Únětice)라는 마을에서 유래했다. 현재 우네치체 문화의 유적지는 체코와 슬로바키아에 1,400 여개소, 폴란드에 550여개소, 독일에 500여개소가 있다.
세계기록유산 네브라 하늘원반이 이 시대 물건이다.

## 같이 보기
- 북유럽 청동기 시대
- 미케네 문명